# Amblyseius humilis
Amblyseius humilis är en spindeldjursart som beskrevs av Khan, Khan och Akbar 1997. Amblyseius humilis ingår i släktet Amblyseius och familjen Phytoseiidae. Inga underarter finns listade i Catalogue of Life.